# Сібата Дзесін
Сібата Дзесін (*柴田 是真, 15 березня 1807 — 13 липня 1891) — японський художник, гравер, лаковий майстер кінця періоду Едо і періоду Мейдзі. Мав творчі псевдоніми Дзиндзо і Рейсай. Представник школи Сідзьо.

## Життєпис
Походив з родини храмових теслярів (міядайку) і різьбярів по дереву Ідзімі. Син Ідзумі Ітіґоро, міядайку і художника укійо-е, та представниці роду Сібата. Зрештою Ітіґоро взяв прізвище своєї дружини. Народився 1807 року в Едо (тодішній столиці сьогунату Токугава), отримавши ім'я Каметаро. Перші знання з малювання отримав від батька, що колись навчався у майстра Кацукава Сюнсо.
У 1818 році став учнем лакувальника Комо Кансая II. У 1821 році змінив ім'я на Дзиндзо і став навчатися малювання в Судзукі Нанрея, представника школи Сідзьо. Водночас активно вивчав історію, філософію, літературу, поезію хайку і вака, японську чайну церемонію.
З 1830 року навчався у художників Маруяма Окьо, Окамото Тойохіко, Ґосіна, мешкаючи деякий час в Кіото. Також вивчав малюнки в храмах Нара і Камакура. 1833 року отримав ім'я Дзесін («Справжній»). 1835 року успадкував майстерню Комо Кансая II. 1849 року оженився, але незабаром втратив матір і дружину.
З 1869 року став виконувати численні замовлення для імператорського двору. Найвідомішим є гарнітур зі стільців з прикрашенням золотом і лаком з мотивом цвітіння сакури. Брав участь у міжнародних виставках: 1873 року — у Відні (Австро-Угорщина), 1874 року — Філадельфії (США), 1878 року — у Парижі (Франція). 1879 року заснував Товариство дракона (Рюйтікай), спрямоване на збереження японських культурних цінностей.
1880 року став членом Імператорської художньої академії. У 1891 році став членом Імператорського комітету мистецтв. Помер того ж року в Токіо. Одним з найвідоміших його учнів став Ікеда Тайсін.

## Творчість
У перший період переважно малював жартівливі, сатиричні та гумористичні малюнки. Згодом спеціалізувався на суйбокуґа. Розписував ширми і фусума. При цьому чітко дотримувався стилю школі Сідзьо, уславившись як консерватор. Художник спеціалізувався на зображені водоспадів, квітів, птахів, метеликів, бабок, драконів і тигрів. Його віртуозну майстерність швидко оцінили на Заході, особливо в США, де він став і досі є одним з найпопулярніших японських художників, його роботи незмінно викликають величезний інтерес на найбільших аукціонах (рекорд за його роботу — $ 440 000 в 1991 році на аукціоні Christie's). Практично всі його кращі живописні роботи зберігаються в американських приватних і музейних колекціях. Найвідомішою його роботою є ширма «Осінні трави у місячному сяйві».
У доробку Дзесіна є більше ніж 100 лакових робіт. У 1830-х і 1840-х роках Японія пережила економічну кризу, і художники були суворо обмежені, за законом, у використанні срібла і золота для їх застосування для традиційного стилю лакової прикраси. Дзесін компенсував це використанням бронзи для імітації зовнішнього вигляду, а також додав різні речовини (для досягнення різних кольорів і текстур), щоб зберегти свою роботу красивою, традиційною і доконаною відповідно до концепції вабі («красу і елегантність»).
Втім більшість робіт, створених до 1868 року, було втрачено. За тими, що залишилися, дослідники дійшли висновку, що Дзесін використовував дуже простий і майже безбарвний стиль прикраси, продовжуючи використовувати традиційні конструкції — квіти й очерети. Він винайшов метод фарбування лаковим соком безпосередньо на папері з розміром дьоса. Також відродив складну техніку лаку під назвою сейка-ха (не використовувався майже 100 років) для створення хвильових форм шляхом витягування гребінця через швидко застигаючий лак.
Гравюрою займався менше, але залишив чимало ескізів для віял і сурімоно. Відомим є альбом з чотирьох аркушів «Сезони року», який Дзесін робив з двома учнями — Тайсіном і Суйсіном.